# Luoyanggia liudianensis
Luoyanggia liudianensis es la única especie conocida del género extinto Luoyanggia de dinosaurio terópodo oviraptórido, que vivió a mediados del período Cretácico, hace aprixamadamente entre 100 y 89 millones de años desde el Cenomaniense al Turoniense, en lo que es hoy Asia. Es el primer oviraptórido reportado en la Cuenca Ruyang, de la provincia de Henan en a China central en 2009. La especie tipo es L. liudianensis.  Medía aproximadamente 1,5 metros de largo. Los dinosaurios no aviarios que coexistieron con Luoyanggia incluyeron Ruyangosaurus, Zhongyuansaurus, Yunmenglong, Xianshanosaurus y "Huanghetitan" ruyangensis. Inicialmente, se pensó que el horizonte tipo de Luoyanggia databa de la etapa Cenomaniense del período cretáceo tardío, pero un extenso trabajo de campo en la cuenca del Ruyang y los ensamblajes de invertebrados y microfósiles indican una posible edad de Aptiense Albiense para la Formación Haoling.